# إلقام الحجر لمن زكى ساب أبي بكر وعمر (كتاب)
كتاب إلقام الحجر لمن زكى ساب أبي بكر وعمر لجلال الدين السيوطي كتاب يتحدث عن فضائل أبي بكر وعمر بن الخطاب.

## الكتاب
وضع المؤلف في الكتاب آيتين و 69 حديثًا نبويًا عن فضائل أبي بكر وعمر. 

### فصول الكتاب
الكتيب في ثلاثة فصول:
- الفصل الأول: فيما ورد في فضلهما ، ويبدأ الفصل ب ﴿إِلَّا تَنْصُرُوهُ فَقَدْ نَصَرَهُ اللَّهُ إِذْ أَخْرَجَهُ الَّذِينَ كَفَرُوا ثَانِيَ اثْنَيْنِ إِذْ هُمَا فِي الْغَارِ إِذْ يَقُولُ لِصَاحِبِهِ لَا تَحْزَنْ إِنَّ اللَّهَ مَعَنَا فَأَنْزَلَ اللَّهُ سَكِينَتَهُ عَلَيْهِ وَأَيَّدَهُ بِجُنُودٍ لَمْ تَرَوْهَا وَجَعَلَ كَلِمَةَ الَّذِينَ كَفَرُوا السُّفْلَى وَكَلِمَةُ اللَّهِ هِيَ الْعُلْيَا وَاللَّهُ عَزِيزٌ حَكِيمٌ ۝٤٠﴾ [التوبة:40] ثم يذكر الأحاديث التي تتحدث عن فضل كليهما.
- الفصل الثاني: في بيان أن سبهما كبيرة لا خلاف في ذلك بين السلف والخلف، ونقل (قول) من عد ذلك في الكبائر تطويل مشهور ، ويذكر فيه الأحاديث التي ينهي فيها النبي عن سب الصحابة.
- الفصل الثالث [حكم سب الشيخين] ، يروي فيه الآراء في حكم من يسبهما.[1]

## سبب تأليف الكتاب
| إلقام الحجر لمن زكى ساب أبي بكر وعمر (كتاب) | فقد سمعت من بعض المبتدئين: أن سابَّ الشيخين أبي بكر وعمر رضي الله عنهما تقبل شهادته، فهالني ذلك جدا ونهيته عن ذلك فما أفاد ولا أجدى، فوضعت هذه الرسالة إرشادا للمسلمين، ونصيحة للدين، ونقلت ما لأئمتنا في ذلك من مقال ونزلت ما أُوهِم خلافه على أحسن الأحوال، ورتبتها على فصول | إلقام الحجر لمن زكى ساب أبي بكر وعمر (كتاب) |

.

## كتب مشابهة
- صب العذاب علي من سب الأصحاب لمحمود شكري الآلوسي
- النهي عن سب الأصحاب وما فيه من الإثم والعقاب لضياء الدين المقدسي